# Keunotor et Castorno
Keunotor et son évolution Castorno sont deux espèces de Pokémon de quatrième génération.

## Description

### Keunotor
Keunotor est un Pokémon de type normal de la 4e génération.
Dans le jeu vidéo, il évolue en Castorno au niveau 15.

### Castorno
Castorno est la forme évoluée de Keunotor. Il a de grandes incisives aiguisées qu'il peut utiliser pour trancher des arbres et ainsi construire des barrages.

## Apparitions

### Jeux vidéo
Keunotor et Castorno apparaît dans série de jeux vidéo Pokémon. D'abord en japonais, puis traduits en plusieurs autres langues, ces jeux ont été vendus à plus de 200 millions d'exemplaires à travers le monde.

### Série télévisée et films
La série télévisée Pokémon ainsi que les films sont des aventures séparées de la plupart des autres versions de Pokémon et mettent en scène Sacha en tant que personnage principal. Sacha et ses compagnons voyagent à travers le monde Pokémon en combattant d'autres dresseurs Pokémon.